# Fire on the Floor
Fire on the Floor — восьмий сольний альбом американської співачки Бет Гарт. Випущений 14 жовтня 2016 в Європі і США на CD і LP, 3 лютого 2017 в решті світу.

## Початок та запис
Гарт написала і записала пісні для Fire on the Floor перед тим, як пісні її попереднього альбому Better Than Home були змікшовані. Гарт записалась із декількома музикантами, із якими вона не виступала раніше, такими як Michael Landau і Waddy Wachtel на електрогітарі, і вони записали шістнадцять пісень за три дні, хоча мікшування тривало значно довше. Інші виконавці на альбомі включають Jim Cox на фортепіано, Dean Parks на акустичній гітарі, Brian Allen на басу, Rick Marotta на барабанах і Ivan Neville на Hammond B3.

## Випуск та сингли
28 вересня 2016 було опубліковано сингл «Love is a Lie», а 3 жовтня він вийшов як промо-CD. 

## Реакція критиків, схвалення
Загалом, альбом отримав позитивні відгуки.

## Список композицій
Автор музики і слів Бет Гарт, окрім зазначених. 
| #     | Назва                           | Автор               | Тривалість |
| ----- | ------------------------------- | ------------------- | ---------- |
| 1.    | «Jazz Man»                      |                     | 3:51       |
| 2.    | «Love Gangster»                 |                     | 4:09       |
| 3.    | «Coca Cola»                     |                     | 3:38       |
| 4.    | «Let's Get Together»            | Гарт, Rune Westberg | 3:39       |
| 5.    | «Love is a Lie»                 |                     | 3:15       |
| 6.    | «Fat Man»                       | Гарт, Glen Burtnik  | 3:51       |
| 7.    | «Fire on the Floor»             |                     | 5:12       |
| 8.    | «Woman You've Been Dreaming Of» |                     | 4:22       |
| 9.    | «Baby Shot Me Down»             |                     | 3:22       |
| 10.   | «Good Day to Cry»               |                     | 4:32       |
| 11.   | «Picture in a Frame»            |                     | 4:39       |
| 12.   | «No Place Like Home»            |                     | 3:53       |
| 48:09 |                                 |                     |            |

## Хіт-паради
| Рік  | Чарт                                          | Найвище положення |
| ---- | --------------------------------------------- | ----------------- |
| 2016 | Австрія Austrian Albums (Ö3 Austria)          | 18                |
| 2016 | Нідерланди Dutch Albums (MegaCharts)          | 6                 |
| 2016 | Франція French Albums (SNEP)                  | 41                |
| 2016 | Німеччина German Albums (Media Control)       | 18                |
| 2016 | Норвегія Norwegian Albums (VG-lista)          | 28                |
| 2016 | Польща Polish Albums (ZPAV)                   | 11                |
| 2016 | Швеція Swedish Albums (Sverigetopplistan)     | 51                |
| 2016 | Швейцарія Swiss Albums (Schweizer Hitparade)  | 13                |
| 2016 | Бельгія Belgian Music DVD (Ultratop Wallonia) | 33                |
| 2016 | Бельгія Belgian Music DVD (Ultratop Flanders) | 30                |
| 2016 | Велика Британія UK Albums (OCC)               | 28                |
| 2016 | США TOP Album Sales                           | 35                |
| 2017 | США Billboard 200                             | 115               |
| 2017 | США Top Blues Albums (Billboard)              | 1                 |
| 2017 | США Top Rock Albums (Billboard)               | 17                |
| 2017 | США Folk Albums (Billboard)                   | 4                 |
| 2017 | США Independent Albums (Billboard)            | 8                 |
| 2017 | США Top Tastemaker Albums (Billboard)         | 2                 |

## Історія випуску
| Регіон    | Дата           | Формат               | Лейбл            | Номер в каталозі       |
| --------- | -------------- | -------------------- | ---------------- | ---------------------- |
| Весь світ | 14 жовтня 2016 | цифрове завантаження | Provogue Records | —                      |
| Європа    | 14 жовтня 2016 | LP                   | Provogue Records | PRD75061               |
| Європа    | 14 жовтня 2016 | LP                   | Provogue Records | PRD75061-1             |
| Європа    | 14 жовтня 2016 | LP                   | Provogue Records | PRD75061-2             |
| США       | 14 жовтня 2016 | CD                   | Provogue Records | PRD 75062 (PRD 7506 2) |
| США       | 3 лютого 2017  | CD                   | Provogue Records | PRD 7506 5             |
| Канада    | 3 лютого 2017  | CD                   | Provogue Records | PRD 7506 5             |